# 开伯尔特区

开伯尔特区位于联邦直辖部落地区北部

开伯尔特区(乌尔都语: خیبر) ，巴基斯坦联邦直辖部落地区的一个部落地区。当地居民以普什图人为主。东临开伯尔-普什图省白沙瓦县，北临阿富汗，南临奥拉克兹特区。总面积2576 km²，总人口546730(1998)。